# Pic d'Aspe
Le pic d'Aspe, pic de la Garganta de Aísa ou pointe Esper, est un sommet des Pyrénées espagnoles localisé dans la province de Huesca (comarque de la Jacétanie), entre la zone du Somport et la vallée de Aisa. Son altitude s'élève à 2 640 mètres.

## Géographie

### Hydrographie
En raison de l'enneigement important au cours de l'hiver, permettant l'accumulation de neige, le pic d'Aspe possède un petit glacier d'un demi-hectare niché sur sa face nord sous la brèche d'Aspe, à relativement basse altitude entre 2 250 à 2 320 mètres. C'est le glacier le plus occidental des Pyrénées et d'Europe.

## Histoire
Les premiers hommes à avoir officiellement atteint le sommet furent deux bergers béarnais en août 1889 avec notamment Alban Fiers.[réf. nécessaire] Depuis cette date, de nombreuses ascensions réussies ont eu lieu grâce au chemin balisé qui mène au sommet.

## Ascension
L'ascension peut s'effectuer du côté français en passant par le lac d'Estaens. Il faut compter 8 heures aller-retour depuis les Forges d'Abel.